# Memorias de un caracol
Memorias de un caracol (en el inglés original, Memoir of a Snail) es una película de tragicomedia animada en stop-motion para adultos australiana de 2024 escrita, producida y dirigida por Adam Elliot. Está protagonizada por las voces de Sarah Snook, Kodi Smit-McPhee, Eric Bana, Magda Szubanski, Dominique Pinon, Tony Armstrong, Paul Capsis, Nick Cave y Jacki Weaver. La trama de la película, que está vagamente inspirada en la propia vida de Elliot, sigue las pruebas y tribulaciones en la vida de la solitaria inadaptada Grace Pudel, desde la infancia hasta la edad adulta.
La película tuvo su estreno mundial en el Festival Internacional de Cine de Animación de Annecy de 2024 el 10 de junio de 2024, y fue estrenada en Australia por Madman Entertainment el 17 de octubre de 2024. Recibió elogios de la crítica y fue nominada en los Premios Globos de Oro.

## Sinopsis
Grace Prudel es una niña australiana que vive en el Melbourne de los años setenta con su hermano gemelo Gilbert y su padre francés Percy, un ex malabarista que ahora es un parapléjico alcohólico. Grace desarrolla la afición de coleccionar objetos relacionados con los caracoles, algo que aprendió de su madre, quien había fallecido en el momento de dar a luz. Los gemelos tienen una relación cercana y afectuosa, Gilbert defiende a Grace de sus compañeros de escuela, quienes se burlan de su labio leporino.
Cuando Percy muere mientras duerme, los gemelos son separados y enviados a hogares adoptivos en diferentes extremos del país. Grace es enviada a Canberra, donde es criada por Ian y Narelle, quienes son personas muy amigables pero siempre están ausentes debido a que son swingers. Gilbert es enviado con una familia de religiosos fundamentalistas, quienes lo tratan con crueldad y abuso, particularmente la matriarca Ruth. A lo largo de los años, Gilbert escribe cartas a Grace prometiéndole que un día se reunirán cuando crezcan. Mientras su vida avanza, Grace tiene problemas para formar relaciones o conexiones en Canberra, lo cual provoca que desarrolle una obsesión por comprar y acaparar cualquier objeto que encuentre relacionado con los caracoles.
En su adolescencia, Grace se hace amiga de una excéntrica pero amigable anciana llamada Pinky, quien siempre encuentra el lado bueno de la vida a pesar de algunas desafortunadas experiencias como perder dos esposos y muchos trabajos. Cuando Ian y Narelle se jubilan para viajar con un grupo de nudistas, Pinky se convierte en la madre adoptiva de Grace. Pinky ayuda a Grace a sobrellevar su etapa de pubertad a pesar de que Grace se siente deprimida y sin propósito. Mientras tanto, Gilbert sigue sufriendo el abuso de su familia adoptiva como obligarlo a leer la biblia, comer carne y le prohíben jugar con fuego ya que creen que el fuego esta relacionado con el diablo, siendo apoyado únicamente por Ben, el hijo más joven de la familia quien admira su espíritu rebelde.
También le obligan a darle su dinero ya que según es para Jesús, solo para que Owen, el esposo de Ruth lo use para beber alcohol.
Al hacerse adulta, Grace se enamora de Ken, un nuevo vecino quien trabaja como reparador de microondas. Los dos rápidamente inician una relación amorosa que culmina cuando Ken le propone matrimonio a Grace; sin embargo, el día de su boda, Grace recibe una carta de Ruth, quien le cuenta que Gilbert murió en un incendio iniciado por él mismo en un ataque de ira después de que una furiosa Ruth lo sometiera a terapia de electro-choque junto con Ben, después de descubrirlos besándose. La muerte de Gilbert hace que empeoren la depresión de Grace y sus hábitos de acaparar objetos de caracoles. Posteriormente, Grace descubre que Ken tiene un libro donde ha recopilado fotografías de mujeres con sobrepeso en ropa interior, revelando así que tiene un fetiche con las mujeres con sobrepeso y ha estado provocando que Grace suba de peso a propósito. Grace se divorcia de Ken, y después de su divorcio Pinky se hace cargo de Grace y la ayuda a perder peso. Grace también tiene arrepentimiento por haber gastado todo su dinero en objetos de caracol en vez de haber intentado encontrar a Gilbert antes de que muriera.
Poco tiempo después, Pinky es diagnosticada con Alzheimer, por lo que ahora Grace debe cuidar de ella, Pinky muere luego de un par de meses con la enfermedad y sus últimas palabras son "papas", lo cual confunde a Grace. Grace esparce las cenizas de Pinky en el huerto de su casa y libera su frasco de caracoles. Sola y sin nada por que vivir, Grace decide suicidarse con veneno de caracol, pero en el último momento escupe el veneno. Al darse cuenta de que Pinky se refería a las papas de su jardín, Grace escarba y encuentra la lata con los ahorros de toda la vida de Pinky y una carta en donde le agradece todos los años que pasaron juntas y la anima a vivir una nueva vida libre de su pasado y sus traumas. Grace decide cambiar su vida y se deshace de todos los productos de caracol que juntó a lo largo de los años y se queda solo con el sombrero de caracol que su padre Percy le hizo.
Un año después, Grace vive una vida estable mientras persigue su sueño de convertirse en una animadora de stop motion. Durante una proyección de su primer cortometraje, Gilbert está entre el público y le cuenta cómo logró escapar del incendio y llegar hasta ella. Después de una emotiva reunión, los gemelos viven felices juntos de nuevo y asisten al Luna Park para cumplir el último deseo de su padre, quien deseaba que sus cenizas fueran esparcidas en la montaña rusa a la que se subieron cuando eran niños.

## Reparto de voces
- Sarah Snook como Grace Pudel [5]
  - Charlotte Belsey como Grace de joven
- Kodi Smit-McPhee como Gilbert Pudel [6]
  - Mason Litsos como Gilbert de joven
- Jacki Weaver como Pinky [7]
- Magda Szubanski como Ruth Appleby, madre abusiva de Gilbert
- Bernie Clifford como Owen Appleby, padre abusivo de Gilbert
- Davey Thompson como Ben Appleby, hermano adoptivo de Gilbert
- Dominique Pinon como Percy Pudel, padre de Grace y Gilbert [6]
- Tony Armstrong como Ken,[6] un reparador de microondas y breve esposo de Grace
- Eric Bana como James,[6] un magistrado
- Paul Capsis como Ian y Narelle,[6] padres adoptivos de Grace
- Nick Cave como Bill Clarke, un cartero y segundo esposo de Pinky

## Recepción

### Crítica
La película obtuvo críticas positivas.
Peter Debruge de Variety elogió la dedicación del director Adam Elliot a una "marca oscura y sorprendentemente conmovedora de narración" y elogió el elenco de voces y la banda sonora de la película.
En Deadline, Stephanie Bunbury notó elementos repetitivos de la trama y el diálogo, pero argumentó que estos defectos subrayaban los temas de la película sobre la imperfección humana.